# Texel (ostrov)
Texel je největší z Fríských ostrovů, má rozlohu 161 km². Na západní straně jeho břehy omývá Severní moře a na východní Waddenzee. Od pevniny je vzdálen 5 km. Je součástí nizozemské provincie Severní Holandsko, v jejímž rámci tvoří jednu obec spolu se sousedním neobydleným ostrůvkem Noorderhaaks. Největším sídlem je Den Burg, dalšími vesnicemi na ostrově jsou De Cocksdorp, De Koog, De Waal, Den Hoorn, Oosterend a Oudeschild. Na ostrově žije 13 641 obyvatel (rok 2014).

## Název
Jméno ostrova pochází od středověké správní jednotky (gouw) v rámci Franské říše, která se nazývala Texla. Ve fríštině se vyslovuje [Teksel], v nizozemštině [Tessel].

## Historie
Podle vykopávek byl ostrov osídlen už v mezolitu. V roce 1415 obdržel městské právo. Původně byl rozdělen na dva ostrovy, Texel na jihu a Eierland na severu, které byly roku 1630 propojeny polderem. V srpnu 1673 proběhla bitva u Texelu, která byla součástí Třetí anglo-holandské války. V lednu 1795 uvízla holandská flotila v ledu u pobřeží ostrova a upadla do francouzského zajetí. V říjnu 1914 zneškodnily nedaleko ostrova britské torpédoborce čtyři německé torpédové čluny. Za druhé světové války se odehrála Texelská katastrofa, když 31. srpna 1940 byly britské válečné lodě při kladení min napadeny německou flotilou a při pokusu o únik najely na vlastní miny. Dvě lodě byly zničeny a dvě vážně poškozeny, zahynulo okolo tří set námořníků. Na konci války proběhlo Gruzínské povstání na Texelu. Známým obyvatelem ostrova byl spisovatel Jan Wolkers, který zde pobýval od roku 1980 do své smrti roku 2007.

## Přírodní poměry
Ostrov je rovinatý, tvořený převážně písečnými dunami. Nejvyšší bod se nachází 15 metrů nad hladinou moře. Zdejší terén je vyhledáván vyznavači cykloturistiky. Podnebí je oceánské, s letními průměry kolem 16 °C a zimními kolem 3 °C, srážky činí 815 mm ročně. Více než čtvrtinu rozlohy ostrova zaujímá národní park Duinen van Texel. Typickou rostlinou je limonka obecná, ve vnitrozemí se nacházejí jehličnaté lesy. Na pobřeží hnízdí řada mořských ptáků: tenkozobec opačný, kulík písečný, ústřičník velký a další. Ochránci přírody přísně hlídají, aby návštěvníci hnízdící ptactvo nerušili.

## Ekonomika
Hlavním zdrojem příjmů pro Texel je turistika. Ostrov je přístupný trajektem z přístavu Den Helder, provozovaným firmou Royal TESO, má i vlastní mezinárodní letiště. Pěstují se brambory a cukrová řepa, rozvinuté je pastevectví (počet ovcí se odhaduje na 16 000 kusů). Na Texelu bylo vyšlechtěno místní jatečné plemeno ovcí nazvané Texel. Z ovčího mléka se vyrábí zdejší specialita, sýr Texelse Schapekaas. Na ostrově také sídlí královský ústav pro námořní výzkum. V okolním moři se každoročně pořádá významný závod katamaránů Ronde om Texel. Atrakcí je rovněž 34 metrů vysoký maják na severní špici ostrova, postavený roku 1864.